# Орелі Філіпетті
Орелі Філіппетті (фр. вимова: [ɔʁeli filipɛti]; (17 червня 1973 , Вільрю ) — французький політик і прозаїк, міністр культури та комунікацій Франції  (2012-2014) в урядах Жана-Марка Еро та Мануеля Вальса.

## Рання життя і кар'єра
Родина походить з Гуальдо Тадіно в італійській Умбрії. Вона закінчила елітну Нормальну вищу школу Фонтене-Сен-Клу (італ. École normale supérieure de Fontenay–Saint-Cloud), де здобула агрегацію з класичної літератури.

## Кар'єра письменника
Перший роман Філіппетті Les derniers jours de la classe Ouvrière (Останні дні робітничого класу), опублікований Stock у 2003 році, був перекладений кількома мовами. У 2003 році Філіппетті написала сценарій для театральної постановки Fragments d'humanité .

## Політична кар'єра
Філіпетті була делегатом французьких зелених від паризького муніципалітету і виконувала обов'язки технічного радника міністра навколишнього середовища Іва Коше з 2001 по 2002 рік. У 2007 році Філіпетті була обрана членом Національних зборів Франції, представляючи департамент Мозель. У парламенті вона працювала в Комітеті з питань культури (2007—2008), Комітеті з правових питань (2008—2010) та Комітеті з фінансів (2010—2012).
З ініціативи Філіпетті Національна асамблея ухвалила у 2013 році закон, який забороняє інтернет-продавцям книг пропонувати безкоштовну доставку покупцям, намагаючись захистити книжкові магазини країни від зростаючого домінування американського інтернет-магазину Amazon. У 2014 році Філіпетті звільнила Анну Бальдассарі, директора Музею Пікассо, після посилення критики її стилю керівництва.
Після відставки Арно Монтебура на знак протесту проти економічної політики Олланда 25 серпня 2014 року Філіпетті та Бенуа Амон також подали у відставку
Після відставки Філіпетті повернулася до парламенту, де працювала у фінансовому комітеті з 2014 по 2017 рік. Під час голосування за бюджет-2015 вона була однією з 39 депутатів-соціалістів, які утрималися. Вона втратила депутатське крісло на виборах 2017 року.
На президентських праймеріз Соціалістичної партії Філіпетті підтримала Монтебура кандидатом від партії на президентських виборах того року. Коли замість нього обрали Амона, вона приєдналася до його передвиборної команди, працюючи речником.
Філіпетті була виключена з партії на 18 місяців після підтримки списку дисидентів, а 17 січня 2018 року вона оголосила, що покинула Соціалістичну партію та приєдналася до Génération.s., політичного руху Бенуа Амона, її колишнього колеги в уряді Франції. Пізніше в 2018 році Філіппетті оголосила про свій намір піти з політики.

## Конфлікти
9 листопада 2004 року Філіпетті та Ксав'єр Тібері посварилися після напруженого засідання районної ради. Кожен з них звинуватив іншого у нападі чи погрозах. Тібері отримала травму голови, яка, як вона стверджувала, була викликана тим, що Філіпетті штовхнула її; вона подала скаргу.
У 2008 році Філіпетті потрапила в заголовки газет, коли вона оприлюднила звинувачення, що колишній глава МВФ Домінік Стросс-Кан здійснив до неї сексуальне насильство.

## Особисте життя
Філіпетті мала стосунки з Томасом Пікетті. У 2009 році вона подала на нього скаргу за домашнє насильство; Пікетті вибачився за свої дії, і Філіпетті швидко забрала звинувачення.
У вересні 2014 року Філіпетті та Арно Монтебур подали до суду на Paris Match за порушення журналістами конфіденційності у повідомленні, про романтичні стосунки обидвох. На обкладинці тижневика була зображена їхня спільна світлина під час поїздки до Сан-Франциско.
З 2014 до початку 2017 року Філіпетті мала стосунки з Монтебургом, з яким у неї у вересні 2015 року народилася дочка Жанна. Її перша дочка Клара від попередніх стосунків.